# Агінський район
Агі́нський район (рос. Агинский район) — район у складі Забайкальського краю Російської Федерації, є одним із трьох районів Агінського Бурятського округу.
Адміністративний центр — селище міського типу Агінське, яке не входить до складу району і утворює окремий Агінський міський округ.

## Населення
Населення — 16684 особи (2019; 18687 в 2010, 17694 у 2002).

## Адміністративний поділ
Район адміністративно поділяється на 2 міських та 11 сільських поселень:
| Поселення                               | Площа, км² | Населення, осіб (2002) | Населення, осіб (2010) | Населення, осіб (2019) | Центр             | Населені пункти |
| --------------------------------------- | ---------- | ---------------------- | ---------------------- | ---------------------- | ----------------- | --------------- |
| Новоорловське міське поселення          | 11,80      | 2859                   | 3110                   | 2793                   | Новоорловськ      | 1               |
| Орловське міське поселення              | 435,36     | 2374                   | 2217                   | 1964                   | Орловський        | 3               |
| Амітхашинське сільське поселення        | 12,79      | 1711                   | 2661                   | 3023                   | Амітхаша          | 2               |
| Будуланське сільське поселення          | 420,77     | 890                    | 890                    | 708                    | Будулан           | 2               |
| Гунейське сільське поселення            | 295,38     | 1122                   | 1016                   | 853                    | Гуней             | 1               |
| Кункурське сільське поселення           | 598,57     | 1056                   | 1095                   | 865                    | Кункур            | 3               |
| Південно-Аргалейське сільське поселення | 356,86     | 792                    | 843                    | 738                    | Південний Аргалей | 3               |
| Сахюртинське сільське поселення         | 271,76     | 863                    | 1005                   | 875                    | Сахюрта           | 1               |
| Судунтуйське сільське поселення         | 561,96     | 1340                   | 1238                   | 979                    | Судунтуй          | 1               |
| Урда-Агинське сільське поселення        | 653,40     | 1572                   | 1608                   | 1330                   | Урда-Ага          | 4               |
| Хойто-Агинське сільське поселення       | 380,16     | 883                    | 867                    | 750                    | Хойто-Ага         | 3               |
| Цокто-Хангільське сільське поселення    | 721,58     | 1423                   | 1296                   | 1083                   | Цокто-Хангіл      | 1               |
| Челутайське сільське поселення          | 299,30     | 1063                   | 841                    | 723                    | Челутай           | 2               |

## Найбільші населені пункти
| №  | Населений пункт | Населення, осіб (2002) | Населення, осіб (2010) |
| -- | --------------- | ---------------------- | ---------------------- |
| 1  | Новоорловськ    | 2859                   | 3110                   |
| 2  | Амітхаша        | 1711                   | 2661                   |
| 3  | Орловський      | 2348                   | 2194                   |
| 4  | Цокто-Хангіл    | 1423                   | 1296                   |
| 5  | Судунтуй        | 1340                   | 1238                   |
| 6  | Урда-Ага        | 953                    | 1121                   |
| 7  | Кункур          | 1011                   | 1052                   |
| 8  | Гуней           | 1122                   | 1016                   |
| 9  | Сахюрта         | 863                    | 1005                   |
| 10 | Будулан         | 890                    | 890                    |